# Fauvisme brabançon
 (août 2022).
Si vous disposez d'ouvrages ou d'articles de référence ou si vous connaissez des sites web de qualité traitant du thème abordé ici, merci de compléter l'article en donnant les références utiles à sa vérifiabilité et en les liant à la section « Notes et références ».

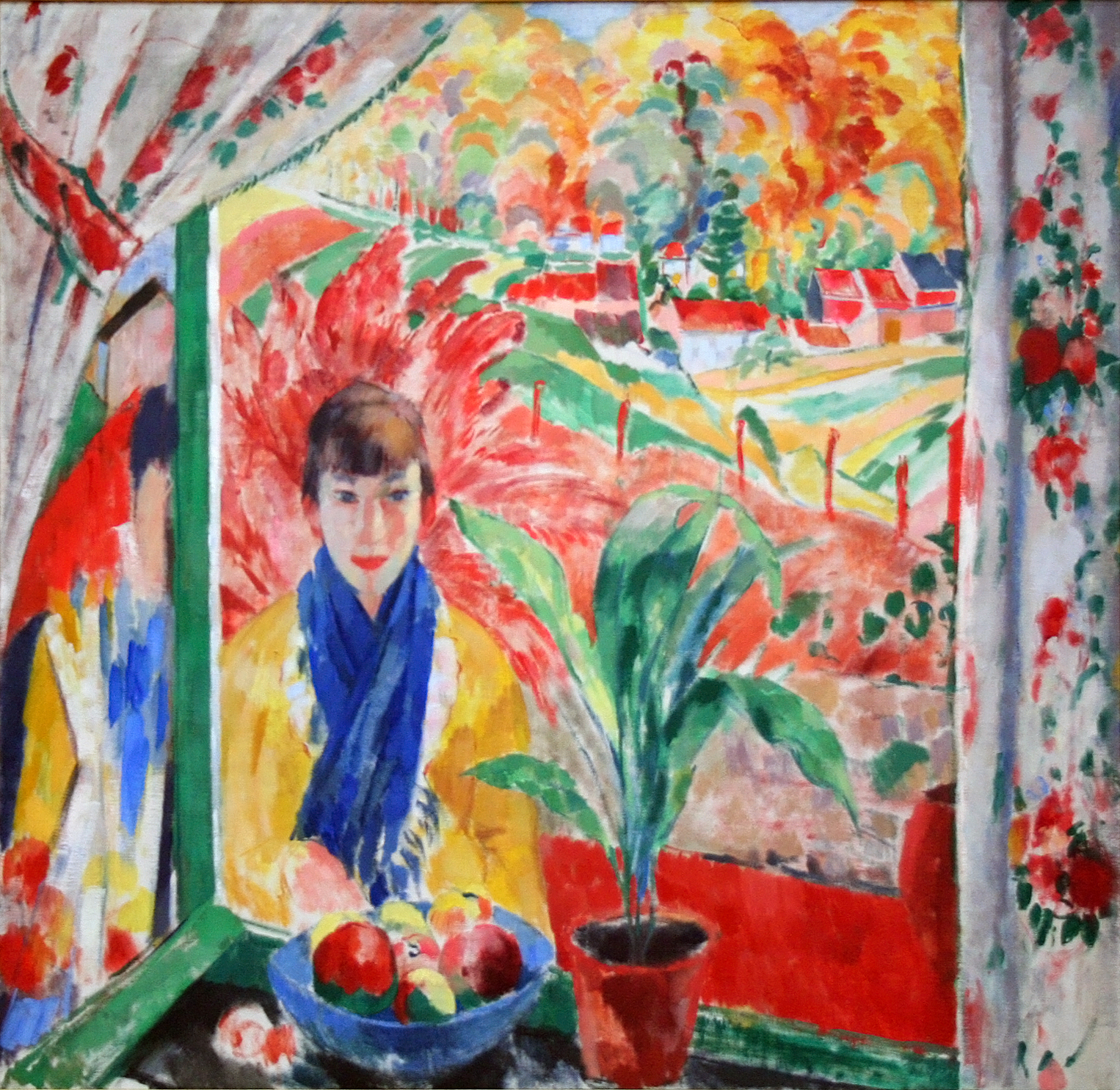
"Automne" de Rik Wouters, un exemple du fauvisme brabançon.

Le fauvisme brabançon, parfois dénommé « fauvisme belge », est  un mouvement artistique belge dont l'appellation trouve son origine en France, chez les fauves français.

S’étant développée en France depuis quelques années déjà, cette manière de peindre reçut son nom de baptême lors de son explosion au Salon d'automne de 1905, par la présence dans la salle VII, des œuvres de Henri Matisse, Albert Marquet, Henri Manguin, Charles Camoin, Pierre Girieud, André Derain, Ramon Pichot, Maurice de Vlaminck entraînant l’exclamation de Louis Vauxcelles, dans son article « Le Salon d'automne » supplément au Gil Blas du 17 octobre 1905 : 

« Au centre de la salle, un torse d’enfant et un petit buste en marbre, d’Albert Marquet, qui modèle avec une science délicate. La candeur de ces bustes surprend au milieu de l’orgie des tons purs : Donatello chez les fauves. »

Les articles ultérieurs des chroniqueurs artistiques français reprendront volontiers l’expression et on peut admettre que cette « nouvelle façon de peindre » est reconnue assez généralement, en France, comme du fauvisme à partir de 1905.
Beaucoup plus tard, en 1939, dans son livre Le Fauvisme, Vauxcelles reconnaît à demi-mot que son exclamation lui a été inspirée par un critique inconnu passant par-là et disant à Matisse : « Donatello dans la cage aux fauves », pour qualifier ce qu’il venait de voir.

## Perception en Belgique jusqu'en 1914
Néanmoins, en Belgique, les termes « fauvisme » et encore moins « fauvisme brabançon » ne sont pas encore utilisés par les critiques artistiques.
Il faut attendre 1911, à Bruxelles, au VIIIe Salon annuel du cercle d’art Les Indépendants, où sont présents de nombreux artistes français — essentiellement des cubistes — dont Albert Gleizes, Fernand Léger et Le Fauconnier, pour rencontrer dans les commentaires de la presse d'époque le terme « fauve » :
- D’abord, sous la plume de Guillaume Apollinaire, dans la préface du catalogue ;
- Ensuite, sous celle d’un anonyme dans Le Soir : « Les Fauves et les Cubistes - deux nouvelles écoles françaises - ont fait sensation » ;
- Encore sous celle d’Ulric : « Il est regrettable qu’une société consente à exposer des toiles des fumistes qui s’appelèrent “fauves”, à présent qui se rangent sous l’étendard du cubisme » ;
- Enfin, sous celle de Théo Hannon, dans La Chronique avec le commentaire supplémentaire : « Combien paraissent sages les nôtres, même les plus… indépendants, auprès de ces paradoxes à l’huile ! ».

En 1913, Louis Dumont-Wilden se réfère brièvement à quelques « fauves » français, « pour employer un terme qui commence à être adopté dans le jargon de la critique d’art ».
Alors que les fauves français ont évolué depuis quelques années déjà vers d’autres modes d’expression, ce chroniqueur belge commence à s’intéresser à l’appellation, tout en lui gardant sa spécificité française.
Dès 1906 pourtant, Matisse, Manguin, Marquet sont présentés par le cercle bruxellois La Libre Esthétique. En 1907, on y retrouve Derain, Friesz, Girieud, Vlaminck. En 1909, c’est Manguin qui est présent. La critique belge, analysant les œuvres des peintres belges présents à ces expositions, n’utilise pas l’appellation « fauves brabançons » dans ses articles.

## Mise en place progressive de l'appellation
Après la Première Guerre mondiale, Roger Avermaete commente, dans sa revue Lumière, l’exposition du cercle Moderne Kunst de décembre 1919. Il y dénombre cinq « fauves » : Jozef Peeters, Jan Cockx, Jos Léonard et les frères Vantongerloo. En 1922,le critique Paul Fierens distingue clairement deux écoles : celle des Flamands de Laethem-Saint-Martin et celle des Brabançons, nom qu’il attribue à un groupe d’artistes de Bruxelles et environs qui, dans leur réaction anti-impressionniste, sont arrivés à une sorte de compromis entre cubisme et fauvisme. Les deux termes du couple « fauves » et « brabançons » sont désormais présents dans le vocabulaire artistique belge, mais ils sont encore utilisés séparément. Leur réunion prendra encore beaucoup de temps.

En 1925, avec un recul de vingt ans par rapport au Salon d'automne de Paris de 1905, André De Ridder passe en revue l’évolution de la peinture belge contemporaine. Futurisme, cubisme, expressionnisme y sont repris, mais pas le fauvisme. Quatre ans plus tard, André De Ridder prend conscience de l’existence du fauvisme en Belgique : « Comme la France nous eûmes nos fauves : non seulement Rik Wouters, mais encore Ferdinand Schirren, pour ne citer que ces seuls pionniers. ». Lorsqu’il traite des peintres de Bruxelles, il écrit : 

« Nous y serons principalement harcelés par bien des habiles connaisseurs de la jeune peinture française. Pour la première fois, nous nous y trouverons en présence d’un art moins racique ou, en d’autres mots, moins personnel. Nous serons sollicités tantôt par des fauves, tantôt par des néo-classiques, tantôt encore par des impressionnistes quelque peu logiciens, en passant par toutes les gammes intermédiaires de la peinture nouvelle, surtout celle qui fait fureur à Paris, de sorte que le pompiérisme néolâtre y exerce de sensibles ravages. Matisse, Modigliani, Vlaminck, Dufy, Derain, Dufresne, Luc-Albert Moreau ont passé par-là […]. D’autres noms s’imposent à notre sollicitude : Willem Paerels, Léon de Smet, Anne-Pierre de Kat, Philibert Cockx, Jean Brusselmans, Charles Dehoy, Paul Maas, Fernand Wéry, Louis de Cœur, Charles Counhaye, etc. Pour la plupart, ils sont coloristes par définition, plaçant leurs recherches d’harmonie picturales au-dessus de préoccupations moins techniques. Ils n’ont pas su se dégager tout à fait de cet impressionnisme dont l’influence aura été toute puissante au début de ce siècle. […]
Voici l’oasis de quelques isolés, imagiers autant que peintres, ou décorateurs, ou illustrateurs sur toile, séduits pour la plupart par les objets de folklore et les gravures populaires […].
Fernand Verhaegen nous amuse par ses Gilles, ses Doudou, ses processions et kermesses, ses sportmen et amazones, d’une mise en page si spirituelle. »

Dans sa conclusion, André De Ridder explique la méthodologie de son classement. Il écrit que « parmi ceux que j’ai cru devoir mentionner dans cette revue d’ensemble, les uns relèvent encore d’un impressionnisme teinté de fauvisme, mitigé de quelque effort vers plus de caractère et d’universalité dans le style (un Paerels, un Schirren). ».
Donc, avec un décalage de quelques années par rapport à sa première synthèse de 1925, André De Ridder introduit le fauvisme, ou plus exactement l’impressionnisme teinté de fauvisme, comme nouvelle classification dans ses ordonnancements d’écoles de peinture. Si l'on se souvient que l’appellation « fauves » est lancée à Paris par Louis Vauxcelles en 1905, il aura donc fallu près de vingt-cinq ans pour qu’elle soit utilisée en Belgique, et encore de manière édulcorée, pour désigner des peintres autres que les Français.
Prenant du recul par rapport à la situation de l’art en Belgique, André De Ridder regrette, en 1931 « l’indifférence qui s’était emparée d’un pays généralement fort curieux d’idées nouvelles et d’hommes nouveaux. ». Cependant, à l’étranger, vers 1910, s’affirmait déjà une esthétique plus réfléchie, s’esquissaient les premières recherches de l’art nouveau. Non seulement la Belgique n'y prenait pas part, mais elle était à presque tout en ignorer. Quelques dates essentielles : le fauvisme naît vers 1906 avec Matisse, Vlaminck et Derain. Il confirme à nouveau Wouters et Schirren dans leur qualité de premiers fauves, tout en précisant pour Ferdinand Schirren que celui-ci « se vouant à une sorte de fauvisme à haute tension, […] fait chanter en toute sonorité ses couleurs pures et rayonner fougueusement, mais suivant un rythme sûrement calculé, ses lignes serpentines, ses plans désaxés. » Mais Verhaegen n’est toujours cité comme appartenant à ce mouvement.
C’est en 1931 que Luc et Paul Haesaerts vont donner à l’appellation « fauve » une consistance plus concrète en consacrant un chapitre de leur ouvrage aux fauves flamands. Ils intègrent dans cette nouvelle catégorie les peintres Oleffe, Thévenet, Schirren, Dehoy, Paerels, Ramah, Parent, et consacrent plusieurs pages d’analyse à chacun d’entre eux. Rik Wouters bénéficie d’un chapitre entier.

Pourtant, les caractéristiques mises en évidence pour chacun de ces artistes ne correspondent guère à la définition du fauvisme telle que donnée par Matisse lui-même : 

« Si, sur une toile blanche, je disperse des sensations de bleu, de vert, de rouge, à mesure que j’ajoute des touches, chacune de celles que j’ai posées antérieurement perd de son importance. J’ai à peindre un intérieur : j’ai devant moi une armoire, elle me donne une sensation de rouge bien vivant, et je pose un rouge qui me satisfait. Un rapport s’établit de ce rouge au blanc de la toile. Que je pose à côté un vert, que je rende le parquet par un jaune, et il y aura encore, entre ce vert ou ce jaune et le blanc de la toile des rapports qui me satisferont. Mais ces différents tons se diminuent mutuellement. Il faut que les signes divers que j’emploie soient équilibrés de telle sorte qu’ils ne se détruisent pas les uns les autres. Pour cela, je dois mettre de l’ordre dans mes idées : la relation entre les tons s’établira de telle sorte qu’elle les soutiendra au lieu de les abattre. Une nouvelle combinaison de couleurs succédera à la première et donnera la totalité de ma représentation. Je suis obligé de transposer, et c’est pour cela qu’on se figure que mon tableau a totalement changé lorsque, après des modifications successives, le rouge y a remplacé le vert comme dominante. Il ne m’est pas possible de copier servilement la nature, que je suis forcé d’interpréter et de soumettre à l’esprit du tableau. Tous mes rapports de tons trouvés, il doit en résulter un accord de couleurs vivant, une harmonie analogue à celle d’une composition musicale. »

En réalité, et c’est probablement à partir de ce moment que la confusion s’est propagée, l’intitulé « fauves flamands » créé par les frères Haesaerts n’est pas soutenu par une identité plus ou moins proche des styles des peintres repris plus haut avec leurs prédécesseurs français (Matisse, Derain, Vlaminck, etc.), mais plutôt par le fait qu’ils ont, eux aussi, voulu réagir contre l’affaiblissement progressif du mouvement impressionniste. « Ne fallait-il pas les considérer comme des frères en esprit des Matisse, des Laurencin, Des Friesz, des Marquet, des Derain, des Vlaminck. À l’instar de ceux-ci, ne furent-ils pas des continuateurs de la véritable tradition impressionniste ? » Ce n’est donc pas le style de peinture que L. et P. Haesaerts prennent en considération pour créer leur nouvelle catégorie de « fauves flamands », mais l’esprit d’une réaction ayant pour but de rechercher une issue à l'impressionnisme belge qui, selon eux, était englué dans des formes d’impressionnisme « vulgaire ». Ce n’est pas pour rien qu’ils ont également intitulé ce mouvement « impressionnisme rénové », appellation qui eut bien moins de succès que « fauves flamands ».
Cette vision est probablement trop limitative. En effet, l’attitude de Vlaminck et de Derain est beaucoup plus qu’une simple réaction contre l’affaiblissement de l’esprit impressionniste. Vlaminck était anarchiste. Derain l’était également, sur un autre plan. Le critique d’art Vauxcelles, déjà évoqué, dans une synthèse écrite en 1939, défend l’idée que le créateur du fauvisme est Vlaminck, rapidement rejoint par Derain et ensuite par Matisse. Vauxcelles montre surtout que l’explosion des couleurs chez les deux premiers cités est la traduction de « l’attitude insurrectionnelle, la façon d’être, de vivre […] la révolte de deux jeunes libertaires […] de deux jeunes anarchistes. » C’est non seulement par ses écrits dans le journal L'Anarchie, mais aussi par sa peinture que Vlaminck, en particulier, transpose toutes ses passions, toutes ses haines « contre l’ordre constitué et grégaire. » Vlaminck était en guerre contre la terre entière. Cette attitude de révolte générale ne se retrouve chez aucun des peintres qui ont été regroupés sous l’appellation « fauves flamands » et ensuite « fauves brabançons ». C’est une différence d’esprit fondamentale.

En reprenant par ailleurs des indications publiées dans le catalogue de l’exposition « Les fauves ou l’épreuve du feu », il devient encore plus difficile d’accepter l’appellation « fauves » pour les peintres ainsi catalogués par L. et P. Haesaerts, surtout lorsqu’il s’agit des fauves français. Jack Flam écrit en effet à la page 91 du catalogue : 

« La peinture fauve cesse de différencier les divers objets et matières pour faire valoir l’idée que la substance concrète du tableau - c’est-à-dire l’ensemble des touches de couleur qui se présentent comme telles et prétendent représenter autre chose - fusionne la forme et le fond en un tout original. Ce tout, que l’on pourrait appeler le « fait figural », restitue et dépasse en même temps les objets qu’il figure. Le motif se trouve donc proprement transformé par sa transcription. Les objets représentés ne gardent ni leur aspect réel ni leurs couleurs locales ou leur brillance, et leurs contours subissent souvent de sérieuses déformations. »

Parmi les œuvres des artistes belges retenus par P. et L. Haesaerts dans leur nouvelle catégorie des « fauves flamands », il est malaisé d’en trouver qui répondent aux caractéristiques définies par Jack Flam. Mais nous avons vu que c’est l’esprit de réaction contre la dévalorisation de l’impressionnisme et non, comme les premiers fauves français, la révolte contre l’ordre établi explicitement traduite par l’explosion des couleurs vives, qui a entraîné la création de cette catégorie.
D’ailleurs, un an plus tôt, en 1930, Paul Colin avait déjà regroupé tous les peintres cités par L. et P. Haesaerts, ainsi que d’autres, dans un ensemble qu’il désignait par l’expression « troisième impressionnisme » : « cette équipe bruxelloise qui constitue en quelque sorte notre troisième Impressionnisme se retrouvait volontiers dans deux cercles de combat : la Libre Esthétique d’Octave Maus, toujours sur la brèche et à l’avant-garde, et les Indépendants. » Et Colin de citer les noms de Rik Wouters, Oleffe et de ses amis (Arthur Navez, Rodolphe Strebelle, Jehan Frison, Jean Brusselmans, Anne-Pierre de Kat, Fernand Verhaegen, Léon De Smet). Quant à Willem Paerels, Ferdinand Schirren, Charles Dehoy, Philibert Cockx, Jos Albert et Hippolyte Daeye, ils sont identifiés par Colin comme faisant partie de la catégorie des «peintres indépendants ».

Dans son analyse, Colin ne fait aucune allusion au fauvisme, apparu pourtant une première fois sous la plume de Roger Avermaete en 1919. Colin ouvre cependant la porte à une recherche plus approfondie sur cette équipe bruxelloise : 

« Elle est encore mal connue et, bien à tort, quelques critiques semblent hésiter à lui faire place à côté des écoles régionales de Laethem et des Flandres. Elle mérite cependant d’être étudiée à la fois dans son ensemble, c’est-à-dire dans sa mentalité collective, et dans l’œuvre de ses principaux représentants. »

Rien, dans l’esprit de Colin ne va donc dans le sens d’un fauvisme brabançon. Il faut attendre 1941 pour que cette définition fasse son apparition.

## Mise en place définitive de l'appellation
Déjà inventeur, en 1922, de la catégorie des « peintres brabançons », Fierens crée alors, dans une étude de l’œuvre de Anne-Pierre de Kat publiée en novembre 1941, la catégorie du « fauvisme brabançon » qui se substitue, à ses yeux, à celle des fauves flamands : 

« L’Armistice signé, d’autres champs s’ouvrent aux batailles, aux manœuvres de l’esthétique. Pacifiques opérations menées de part et d’autre avec conviction, avec ardeur. À l’expressionnisme flamand, issu de Laethem-Saint-Martin, s’oppose le fauvisme brabançon qui vient de perdre en Rik Wouters son éclaireur, son chef incontesté. Un Tytgat alors, un Schirren, un Paerels, un Charles Dehoy, un Jos Albert subissent plus ou moins directement l’influence du jeune maître disparu, de celui qui a entraîné la peinture belge « au-delà de l’impressionnisme ». de Kat fait partie de l’équipe « fauve » - laquelle ne tarde pas à se désagréger et à se disperser - et il expose à la Galerie Giroux, dès 1919 un ensemble de toiles où se manifestent un élargissement de la vision, un affermissement de la structure et un magnifique épanouissement des dons picturaux.
[…] Une des particularités toutefois de notre fauvisme — par quoi il tranche assez sur celui de Matisse, Derain, Vlaminck — c’est un souci de l’espace, de la profondeur, une répugnance à l’égard de la « peinture plate » dont on observe les heureuses conséquences dans les œuvres les plus éclatantes, les plus chatoyantes de Rik Wouters - et d’Anne-Pierre de Kat. »

S’il crée la catégorie des « fauves brabançons », Fierens n’y associe pas le nom de Fernand Verhaegen. Par contre, il y introduit deux autres peintres : Anne-Pierre de Kat et Jos Albert. Il rebaptise aussi le groupe d’artistes appelés fauves flamands par L. et P. Haesaerts en les désignant comme fauvistes brabançons En tout cas, après la Seconde Guerre mondiale, l’expression fauvisme brabançon fera florès, même si, en 1959, Walter Vanbeselaere, revient sur la proposition de P. Colin et lui substitue quelque chose d’approchant : l’impressionnisme synthétique : .
C’est en 1979 que Serge Goyens de Heusch donne ses lettres de noblesse au fauvisme brabançon dans un ouvrage qui porte ce titre et qui est publié à l’occasion d’une exposition organisée par le Crédit communal de Belgique. Il le complète par son œuvre monumentale L’impressionnisme et le fauvisme en Belgique (1988 Mercator).

## Analyse de la situation
Cependant, cette appellation s’applique difficilement à celui qui est présenté comme le modèle des fauves brabançons : Rik  Wouters. Déjà en 1962, Roger Avermaete, dans son ouvrage sur Rik Wouters avait contesté l’appellation fauve utilisée pour qualifier Rik Wouters : « On l’a classé maintes fois parmi les fauves. Erreur ! Les fauves ne l’ont jamais intéressé. Il cite deux fois le nom de Matisse, la première sans l’avoir vu, et la seconde pour le trouver idiot. » Selon Avermaete, Wouters « en fait, se rattache le plus au groupe des nabis. » En 1999, Hautekeete, se montrait également catégorique sur ce point : 

« On ne peut pas nier que dans certaines toiles de Wouters, les couleurs vives, les lignes en arabesques ainsi que le sens du dynamisme et des accents décoratifs évoquent le fauvisme français. Il s’agit toutefois de correspondances superficielles, qui ne justifient pas l’appellation de « fauve ». »

Proche de Rik Wouters auquel il était lié d’une grande amitié, Fernand Verhaegen, dans son texte du catalogue du XXIe salon du cercle artistique et littéraire de Charleroi  consacré à l’artiste de Malines, ne parle pas non plus d’une éventuelle influence des fauves français sur Rik Wouters, mais cite plutôt Cézanne. A.J.J. Delen non plus qui raconte, dans son ouvrage sur Rik Wouters rédigé en 1916, mais publié en 1922, comment Rik Wouters a surtout été impressionné par le travail de Cézanne. On ne trouve dans ce récit, en prise directe avec l’époque, aucune allusion à une éventuelle déclaration d’admiration envers les fauves français. Une conclusion identique peut être appliquée aux  peintres classés dans cette catégorie.
Il est intéressant également de noter le point de vue de Bernadette de Visscher-d'Haeye, docteur en histoire de l'art, guide-conférencière auprès des Musées royaux des beaux-arts de Belgique. Celle-ci rappelle que cette appellation ne date que de 1941, bien après le Fauvisme brabançon. « C'est Paul Fierens », rappelle-t-elle, « qui, en 1941, regroupe une série d'artistes sous cette appellation. » Elle rapporte que : « tous ces peintres ont en commun d’être plus ou moins originaires, de vivre dans la région du Brabant (dans et autour de Bruxelles) et tous, vers 1910, ont réagi contre l'aspect qu'ils estiment superficiel de l'impressionnisme et du luminisme qui ne s'occupent ou qui ne montrent que l'enveloppe des choses et pas vraiment le noyau des choses; … ils réagissent tous aussi contre le pointillisme, … estimant que celui-ci est une approche trop technique, trop froide, trop sèche des choses alors qu'eux vont toujours partir de leurs sensations et donc, absolument pas d'un côté plus cérébral ou plus technique… » Elle ajoute que : « tous ces peintres au départ, sont influencés par James Ensor, par son traitement de la lumière… qui voulait donner une forme à la lumière, et qui par sa matière couleur, va diffracter cette matière blanche, la casser dans toutes les couleurs de l'arc-en-ciel… influencés plus encore par Cézanne, au niveau de cette sensation colorée dont Cézanne parle tout le temps… par Vincent van Gogh, au niveau des couleurs, par le synthétisme de Gauguin, par les Nabis (Bonnard, Vuillard ou encore par les théories d'un Maurice Denis… surtout au niveau de la mise en page de leurs tableaux,… de leur cadrage… la base de leurs influences communes est essentiellement française. Ils mettent tous l'accent sur la couleur, cette couleur qui exprime à la fois la lumière mais surtout leurs sensations. Pour exprimer leurs sensations, ils utilisent souvent des tons purs,… qui ne sont pas mélangés sur la palette mais qu'ils appliquent immédiatement sur leur support…  leur matière première est la couleur et bien sur aussi la toile… ils travaillent avec cette matière première et immédiatement  la couleur organise les plans distincts, agence un espace, éveille la forme, immédiatement avec la couleur et très souvent sans dessin préparatoire. Ce qui est important à savoir aussi », ajoute Bernadette de Visscher-d'Haeye, « c'est que les préoccupations de ces peintres ne sont absolument pas, ni sociales, ni philosophiques, mais purement plastiques…. Ils veulent échapper, en fait quelque part, à ces angoisses métaphysiques très présentes évidemment juste avant la guerre et qu’expriment les symbolistes plutôt. Ce qu'ils veulent eux, c'est exprimer leur joie de vivre un petit peu à travers tout. Ils veulent échapper à ces angoisses, ils refusent toute théorie et intellectualisation; ce ne sont pas des intellos d'ailleurs et ils font plutôt confiance à leur expérience personnelle et vraiment aux sensations qu'ils éprouvent devant les spectacles très intimes,… on a beaucoup de spectacles, de choses qui se passent à l'intérieur de pièces fermées,… de spectacles intimes et poétiques de la vie, dans des scènes intérieures, feutrées, chaleureuses, rassurantes, très différentes de ce qui se passe en France à la même époque… ils font aussi évidemment des paysages et des natures mortes qui sont des sujets un petit peu plus courants mais aussi beaucoup de portraits intimes, le plus souvent de leur femme ou de leurs proches. » L'historienne précise enfin que : « ces artistes ne vont pas rester fauves jusqu'à la fin de leur vie. Non la période du fauvisme est assez courte. Pour beaucoup d'entre eux, la guerre marque un temps d'arrêt… et avec elle:… il  y a aussi tout ce questionnement terrible qui fait que beaucoup changent totalement de style. Alors il y en a tout une série qui vont évoluer vers quelque chose de plus construit, encore plus influencé par Cézanne et le cubisme, d'autre, vont rejoindre un style beaucoup plus classique, un style classique qui est en vogue dans les années 1920. (Pensez au style de Picasso en 1920 qui redevient classique aussi avec des grandes figures un petit peu à l’antique); il y en a d'autres qui vont rejoindre la tendance qui va être la plus importante en Belgique après la première guerre qui est l'expressionnisme. Cet expressionnisme qui sera lui alors soutenu par la galerie Le Centaure, la revue Sélection et qui sera si vous voulez, commercialement, la tendance la plus soutenue à ce moment-là. »

## Artistes fauves belges (ou fauves brabançons)
Peintres belges regroupés sous l'appellation « fauvisme brabançon », la plupart du temps, qu'à une certaine époque de leur carrière artistique (classement alphabétique)
| Nom d'artiste                     | Lieu et année de naissance             | Lieu et année de décès                |
| --------------------------------- | -------------------------------------- | ------------------------------------- |
| Jos Albert                        | Bruxelles (Saint-Josse-ten-Noode) 1886 | Bruxelles (Uccle) 1981                |
| Jean Brusselmans                  | Bruxelles 1884                         | Dilbeek 1953                          |
| Philibert Cockx                   | Bruxelles (Ixelles) 1879               | Bruxelles (Uccle) 1949                |
| Charles Counhaye                  | Verviers 1884                          | Bruxelles 1971                        |
| Georges Creten                    | Bruxelles (Saint-Gilles) 1887          | Bruxelles (Uccle) 1966                |
| Louis François Decoeur            | Namur 1884                             | Namur 1960                            |
| Anne-Pierre de Kat                | Pays-Bas - Delft 1881                  | France - Le Frette 1968               |
| Éliane de Meuse                   | Bruxelles 1899                         | Bruxelles (Forest) 1993               |
| Prosper de Troyer                 | Destelbergen 1880                      | Duffel 1961                           |
| Gaston Debeer                     | Bruxelles 1890                         | Bruxelles 1954                        |
| Charles Dehoy                     | Bruxelles 1872                         | Bruxelles (Saint-Gilles) 1940         |
| Jehan Frison                      | Bruxelles 1882                         | Bruxelles (Linkebeek) 1961            |
| Marthe Guillain                   | Charleroi 1890                         | Bruxelles (Boitsfort) 1974            |
| Henri Le Roux                     | Châtelet 1872                          | Bruxelles 1942                        |
| Henri Logelain                    | Bruxelles (Ixelles) 1889               | Bruxelles (Ixelles) 1968              |
| Paul Maas                         | Bruxelles (Laeken) 1890                | Bruxelles 1962                        |
| Médard Maertens                   | Koolskamp 1875                         | Bruxelles 1946                        |
| Albert-François Mathys            | Bruxelles 1885                         | Bruxelles 1956                        |
| Arthur Navez                      | Anvers 1881                            | Ixelles 1931                          |
| Auguste Oleffe                    | Bruxelles (Saint-Josse-ten-Noode) 1867 | Bruxelles (Auderghem) 1931            |
| Willem Paerels                    | Pays-Bas - Delft 1878                  | Braine-l'Alleud 1962                  |
| Roger Parent                      | Paris 1881                             | Ixelles 1985                          |
| Ramah (Henri François Raemaekers) | Bruxelles (Saint-Josse-ten-Noode) 1887 | Bruxelles 1947                        |
| Ferdinand Schirren                | Antwerpen (Anvers) 1872                | Bruxelles (Molenbeek-Saint-Jean) 1944 |
| Pierre Scoupreman                 | Bruxelles 1873                         | Bruxelles (Uccle) 1960                |
| Rodolphe Strebelle                | Tournai 1880                           | Bruxelles (Uccle) 1959                |
| Louis Thévenet                    | Bruges 1874                            | Halle 1930                            |
| Edgard Tytgat                     | Bruxelles 1879                         | Bruxelles (Woluwé-Saint-Lambert) 1957 |
| Franz van Monfort                 | Bruxelles (Saint-Josse-ten-Noode) 1889 | Bruxelles (Ixelles) 1980              |
| Jean Vanden Eeckhoudt             | Bruxelles 1875                         | Rixensart 1946                        |
| Médard Verburgh                   | Roeselare (Roulers) 1886               | Bruxelles (Uccle) 1957                |
| Fernand Verhaegen                 | Marchienne-au-Pont 1883                | Montigny-le-Tilleul 1975              |
| Adolphe Wansart                   | Verviers 1873                          | Bruxelles (Uccle) 1954                |
| Fernand Wéry                      | Bruxelles (Ixelles) 1886               | Bruxelles (Watermael-Boitsfort) 1964  |
| Rik Wouters                       | Mechelen (Malines) 1882                | Pays-Bas - Amsterdam 1916             |

## Principales expositions consacrées au fauvisme brabançon depuis l'acceptation de l'appellation
- Le Fauvisme brabançon au Crédit communal de Belgique, (anciennement Dexia Banque, rebaptisée Belfius) au Passage 44 à Bruxelles du 12 mai au 24 juin 1979. Les artistes représentés sont Jos Albert, Jean Brusselmans, Charles Dehoy, Anne-Pierre de Kat, Auguste Oleffe, Willem Paerels, Ferdinand Schirren, Louis Thévenet, Edgard Tytgat, Jean Vanden Eeckhoudt, Fernand Verhaegen, Rik Wouters, Philibert Cockx, Creten-George, Prosper de Troyer, Jehan Frison, Médard Maertens, Albert-François Mathys, Arthur Navez, Henri Ramah, Médard Verburgh, Marthe Guillain, Henri Logelain, Roger Parent et Rodolphe Strebelle[2].

- L'Impressionnisme et le Fauvisme en Belgique au Musée communal des beaux-arts d'Ixelles, du 12 octobre au 16 décembre 1990. Les artistes représentés sont Auguste Oleffe, Louis Thévenet, Ferdinand Schirren, Rik Wouters, Jean Brusselmans, Edgard Tytgat, Anne-Pierre de Kat, Willem Paerels, Henri Ramah, Jos Albert, Jehan Frison, Charles Dehoy, Charles Counhaye, Médard Verburgh, Médard Maertens, Marthe Guillain, Prosper de Troyer, Philibert Cockx, Creten-George, Rodolphe Strebelle, Fernand Wéry, Franz van Monfort, Albert-François Mathys, Henri Logelain, Henri Le Roux, Adolphe Wansart, Jean Vanden Eeckhoudt et Roger Parent[3].

- Le Fauvisme brabançon au Tutesall à Luxembourg du 14 octobre au novembre 1995[Quand ?]. Œuvres provenant de la collection de François Van Haelen et du Crédit communal de Belgique. Les artistes représentés sont Jean Degreef, James Ensor, Willy Finch, Périclès Pantazis, Guillaume Vogels. Les artistes fauves représentés sont Jos Albert, Jean Brusselmans, Philibert Cockx, Gaston Debeer, Charles Dehoy, Anne-Pierre de Kat, Jehan Frison, Auguste Oleffe, Willem Paerels, Ferdinand Schirren, Pierre Scoupreman, Louis Thévenet, Fernand Wéry et Rik Wouters[4].

- Le Fauvisme brabançon au Cercle artistique communal de Waterloo (Les Ecuries) à Waterloo, du 14 septembre au 27 octobre 1996. Les artistes représentés sont: Jos Albert, Jean Brusselmans, Philibert Cockx, Creten-George, Charles Dehoy, Anne-Pierre de Kat, Éliane de Meuse, Henri Le Roux, Médard Maertens, Auguste Oleffe, Willem Paerels, Henri Ramah, Ferdinand Schirren, Rodolphe Strebelle, Edgard Tytgat, Jean Vanden Eeckhoudt, Franz van Monfort, Médard Verburgh et Rik Wouters[5].